# Église Saint-Pierre de Chaillac
Pour les articles homonymes, voir Église Saint-Pierre et Saint Pierre.
L'église Saint-Pierre de Chaillac est une église catholique française. Elle est située sur le territoire de la commune de Chaillac, dans le département de l'Indre, en région Centre-Val de Loire.

## Situation
L'église se trouve dans la commune de Chaillac, au sud-ouest du département de l'Indre, en région Centre-Val de Loire. Elle est située dans la région naturelle du Boischaut Sud. L'église dépend de l'archidiocèse de Bourges, du doyenné du Val de Creuse et de la paroisse de Saint-Benoît-du-Sault.

## Histoire
L'église fut construite entre le XIIIe siècle et le XVIIIe siècle.
Seule église conservée des trois qui existaient dans le bourg au début du XIIIe siècle. Aucun vestige antérieur au XIIe siècle n'a été repéré. L'édifice en croix latine présente deux époques de construction. La nef de style roman a été élevée à la fin du XIIe siècle ou au début du XIIIe siècle. Vers 1500, le transept et le chœur lui ont été ajoutés. Au début du XVIIIe siècle, ajout d'un clocher massif, bâti en exhaussant la travée occidentale de la nef.
L'édifice est inscrit au titre des monuments historiques, le 16 juin 1989.

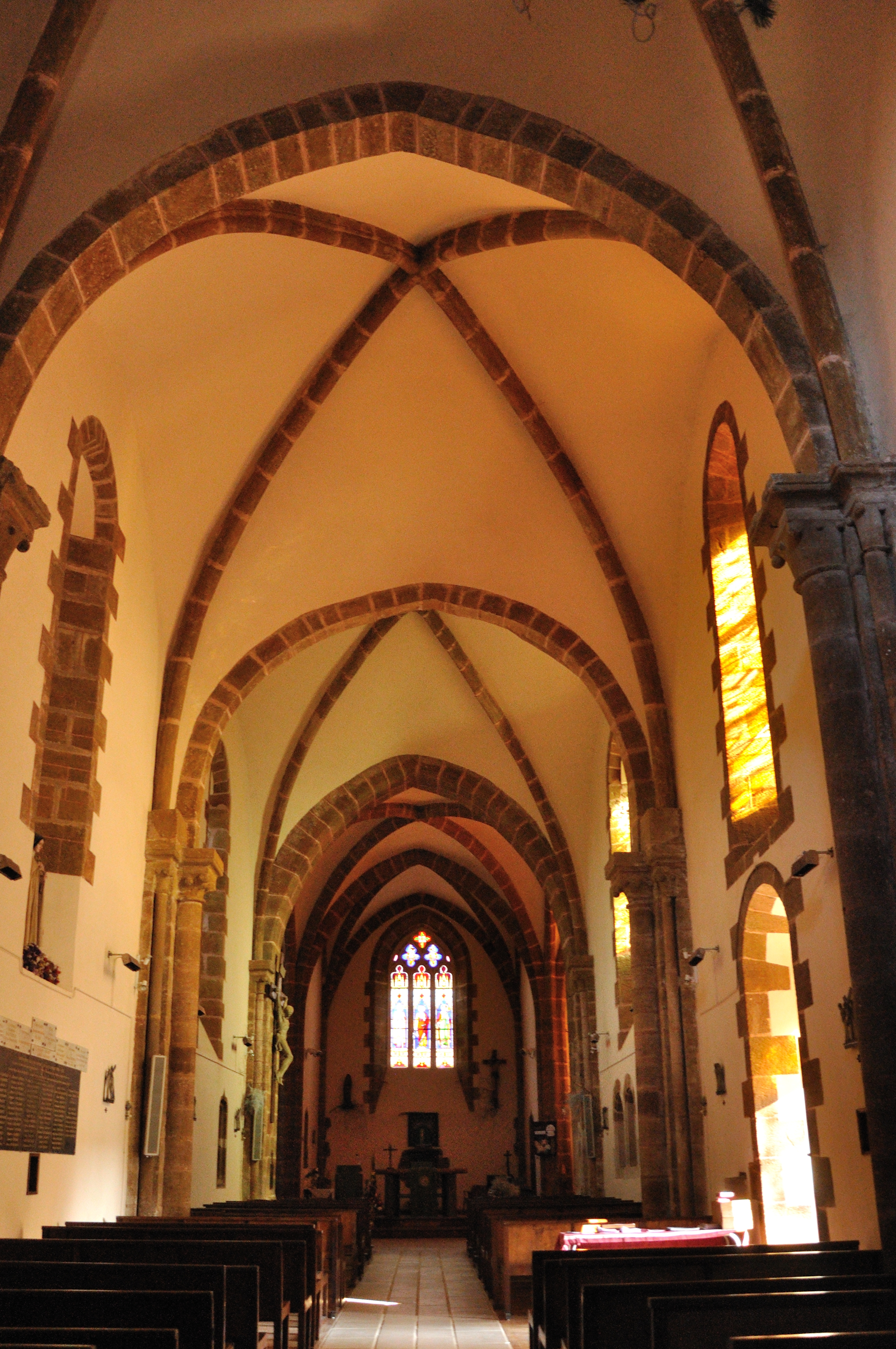
La nef, en 2011.

## Description
À l'intérieur, bel orgue, récemment restauré.